# Какидзава, Кодзи
Кодзи Какидзава (яп. 柿澤 弘治 Какидзава Ко:дзи, 26 ноября 1933 — 27 января 2009) — японский политический деятель, министр иностранных дел Японии (1994).

## Биография
После окончания Токийского университета работал чиновником в министерстве финансов.
В 1997 г. был избран в Палату советников.
В 1980—2003 гг. — депутат Палаты представителей японского парламента (семь сроков подряд).
В апреле-июне 1994 г. — Министр иностранных дел Японии.
С 2003 г. в отставке.